# Édouard Meunier
Édouard Meunier (1894, data de morte desconhecida) foi um ciclista francês que competia no ciclismo de pista. Representou França nos Jogos Olímpicos de Verão de 1924 em Paris, onde competiu na corrida de 50 quilômetros.